# Alcelaphinae
La sottofamiglia degli Alcelafini (Alcelaphinae, Brooke, 1876) raggruppa antilopi di dimensioni medio-grandi, di costituzione piuttosto robusta, con le spalle alte, zampe sottili e la testa allungata e stretta. Ambo i sessi sono dotati di corna.

## Tassonomia
- Sottofamiglia Alcelaphinae
  - Genere Beatragus
    - Beatragus hunteri, hirola

  - Genere Damaliscus
    - Damaliscus lunatus, topi
    - Damaliscus pygargus, bontebok
- Genere Alcelaphus
  - Alcelaphus buselaphus, alcelafo
    - A. b. lichtensteinii o Sigmoceros lichtensteinii, alcelafo di Lichtenstein
- Genere Connochaetes
  - Connochaetes gnou, gnu dalla coda bianca
  - Connochaetes taurinus, gnu comune o striato